# Niccolò Ridolfi
Niccolò Ridolfi (Firenze, 16 luglio 1501 – Roma, 31 gennaio 1550) è stato un cardinale e arcivescovo cattolico italiano.

## Biografia
Figlio di Piero Ridolfi e di Contessina de' Medici (a sua volta figlia di Lorenzo il Magnifico), era nipote ex fratre di papa Leone X, il che gli garantì una rapida carriera ecclesiastica.
Da preposto di Prato venne nominato cardinale a sedici anni il 1º luglio 1517 e il 6 luglio dello stesso anno ricevette la diaconia dei Santi Vito e Modesto.
Ebbe numerosi incarichi e benefici ecclesiastici: dal 24 agosto 1520 alla morte amministratore apostolico della diocesi di Orvieto, poi fu eletto arcivescovo di Firenze (11 gennaio 1524-11 ottobre 1532, rinuncia con riserva), amministratore apostolico della diocesi di Vicenza (dal 14 marzo 1524 alla morte), amministratore apostolico della diocesi di Forlì (16 aprile 1526-7 agosto 1528), amministratore apostolico della diocesi di Viterbo (16 novembre 1532-6 giugno 1533 e di nuovo 8 agosto 1538-25 maggio 1548), amministratore apostolico dell'arcidiocesi di Salerno (7 febbraio 1533-19 dicembre 1548) e amministratore apostolico della diocesi di Imola (4 agosto 1533-17 maggio 1546).
A Firenze, nel periodo della reggenza del duca Alessandro e del cardinale Ippolito de' Medici, al sorgere dei contrasti tra i due si schierò con gli altri cugini cardinali dalla parte di Ippolito.
Nel 1534 tornò a Roma, dove optò per la diaconia Santa Maria in Cosmedin fino al 31 maggio 1540, quando optò per la diaconia di Santa Maria in Via Lata
Dall'8 gennaio 1543 al 25 maggio 1548 tornò a Firenze di nuovo come arcivescovo e di nuovo si dimise. Nel conclave che elesse Giulio III era considerato tra i papabili, ma morì avvelenato durante le sedute, si dice per mano di Giovanni Francesco Lottini segretario del cardinale Guido Ascanio Sforza di Santa Fiora.

## Ascendenza
|                                |                  |                                | Genitori                    |  |  | Nonni |  |  | Bisnonni      |  |  | Trisnonni       |  |
|                                |                  |                                |                             |  |  |       |  |  | Luigi Ridolfi |  |  | Lorenzo Ridolfi |  |
|                                |                  |                                |                             |  |  |       |  |  | Luigi Ridolfi |  |  | Lorenzo Ridolfi |  |
|                                |                  | …                              |                             |  |  |       |  |  | Luigi Ridolfi |  |  |                 |  |
| Niccolò Ridolfi                |                  |                                |                             |  |  |       |  |  | Luigi Ridolfi |  |  |                 |  |
|                                |                  | Antonia Fioravanti             | Conte Fioravanti            |  |  |       |  |  |               |  |  |                 |  |
|                                |                  | Antonia Fioravanti             | Conte Fioravanti            |  |  |       |  |  |               |  |  |                 |  |
|                                |                  | Antonia Fioravanti             | …                           |  |  |       |  |  |               |  |  |                 |  |
| Piero Ridolfi, conte palatino  |                  | Antonia Fioravanti             |                             |  |  |       |  |  |               |  |  |                 |  |
|                                |                  | …                              | …                           |  |  |       |  |  |               |  |  |                 |  |
|                                |                  | …                              | …                           |  |  |       |  |  |               |  |  |                 |  |
|                                |                  | …                              | …                           |  |  |       |  |  |               |  |  |                 |  |
| …                              |                  | …                              |                             |  |  |       |  |  |               |  |  |                 |  |
|                                |                  | …                              | …                           |  |  |       |  |  |               |  |  |                 |  |
|                                |                  | …                              | …                           |  |  |       |  |  |               |  |  |                 |  |
|                                |                  | …                              | …                           |  |  |       |  |  |               |  |  |                 |  |
| Niccolò Ridolfi                |                  | …                              |                             |  |  |       |  |  |               |  |  |                 |  |
|                                | Piero de' Medici | Cosimo de' Medici              |                             |  |  |       |  |  |               |  |  |                 |  |
|                                | Piero de' Medici | Cosimo de' Medici              |                             |  |  |       |  |  |               |  |  |                 |  |
|                                | Piero de' Medici | Contessina de' Bardi           |                             |  |  |       |  |  |               |  |  |                 |  |
| Lorenzo de' Medici             | Piero de' Medici |                                |                             |  |  |       |  |  |               |  |  |                 |  |
|                                |                  | Lucrezia Tornabuoni            | Francesco Tornabuoni        |  |  |       |  |  |               |  |  |                 |  |
|                                |                  | Lucrezia Tornabuoni            | Francesco Tornabuoni        |  |  |       |  |  |               |  |  |                 |  |
|                                |                  | Lucrezia Tornabuoni            | Selvaggia degli Alessandri  |  |  |       |  |  |               |  |  |                 |  |
| Contessina de' Medici          |                  | Lucrezia Tornabuoni            |                             |  |  |       |  |  |               |  |  |                 |  |
|                                |                  | Jacopo Orsini di Monterotondo  | Orso Orsini di Monterotondo |  |  |       |  |  |               |  |  |                 |  |
|                                |                  | Jacopo Orsini di Monterotondo  | Orso Orsini di Monterotondo |  |  |       |  |  |               |  |  |                 |  |
|                                |                  | Jacopo Orsini di Monterotondo  | Lucrezia Conti              |  |  |       |  |  |               |  |  |                 |  |
| Clarice Orsini di Monterotondo |                  | Jacopo Orsini di Monterotondo  |                             |  |  |       |  |  |               |  |  |                 |  |
|                                |                  | Maddalena Orsini di Brancaccio | Carlo Orsini di Bracciano   |  |  |       |  |  |               |  |  |                 |  |
|                                |                  | Maddalena Orsini di Brancaccio | Carlo Orsini di Bracciano   |  |  |       |  |  |               |  |  |                 |  |
|                                |                  | Maddalena Orsini di Brancaccio | Paola Orsini di Tagliacozzo |  |  |       |  |  |               |  |  |                 |  |
|                                |                  | Maddalena Orsini di Brancaccio |                             |  |  |       |  |  |               |  |  |                 |  |